# Prašnatec
Prašnatec (Acrostichum) je rod kapradin z čeledi křídelnicovité. Jsou to rozměrné kapradiny s jednoduše zpeřenými listy, rostoucí v mangrovových porostech a močálech v tropech celého světa. Rod zahrnuje 3 druhy. Mezi známé a nejvíce rozšířené druhy náleží prašnatec zlatý.

## Popis
Prašnatce jsou pozemní nebo bahenní kapradiny. Oddenek je tlustý, plazivý nebo přímý, pokrytý tmavými, velkými, široce kopinatými, celokrajnými plevinami. Cévní svazky jsou typu diktyostélé s přídavnými svazky. Listy jsou velké, jednoduše zpeřené, tlustě papírovité až tlustě kožovité nebo dužnaté. Dorůstají délky 1 až 5 metrů. Řapík je hnědý, s jednoduchým žlábkem na lícové straně. Čepel je kopinatého tvaru, na rubu lysá nebo srstnatá, na líci matná. Jednotlivé lístky jsou řapíčkaté, úzce podlouhlé až kopinaté, 2 až 5 cm široké, na bázi klínovité, na vrcholu tupé až zašpičatělé. Žilnatina je tvořena spojujícími se žilkami bez vtroušených volných žilek. Výtrusnice jsou přítomny po celém fertilním listu nebo pouze na posledních vřetenech a pokrývají stejnoměrně celou rubovou stranu lístků. Ostěry chybějí. Mezi výtrusnicemi jsou přítomna hlavatá sterilní vlákna (parafýzy). Spory jsou zaobleně čtyřhranné, v počtu 64 na sporangium.

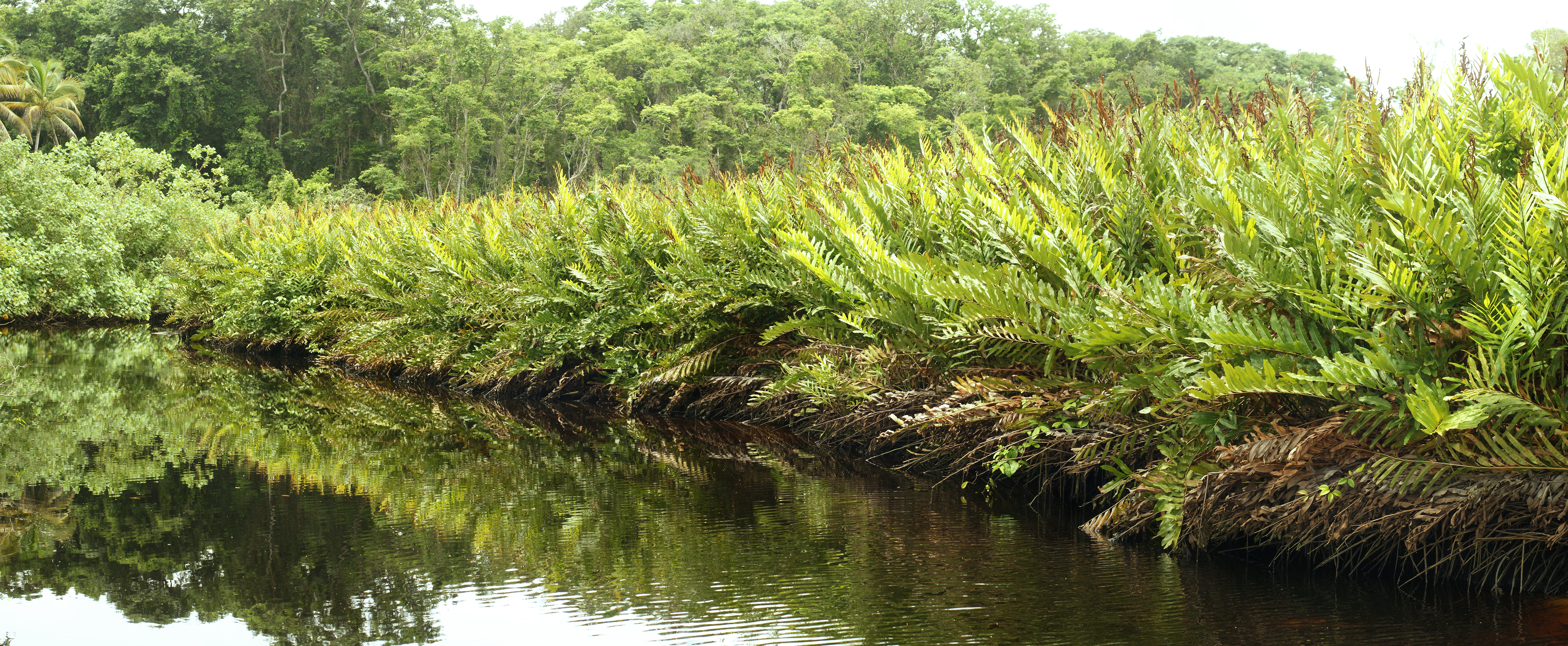
Bohatý porost prašnatce zlatého
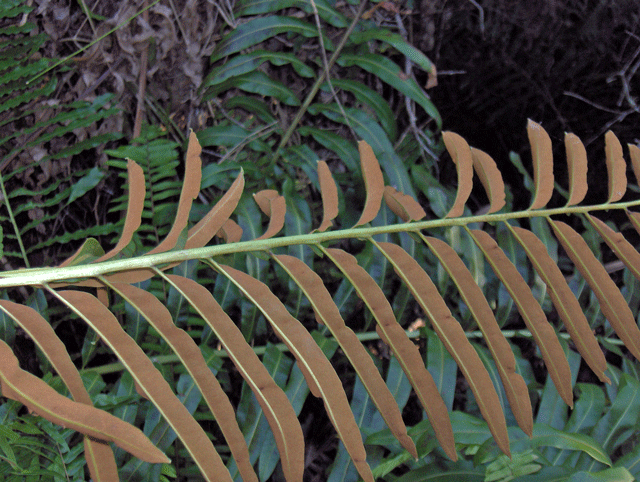
Spodní strana listů A. danaeifolium s výtrusnicemi

## Rozšíření
Rod prašnatec zahrnuje 3 druhy. Je rozšířen v tropech celého světa. Prašnatec zlatý je pantropický a roste i v subtropech, např. na Floridě. Druh Acrostichum danaeifolium roste v tropické Americe, A. speciosum v tropické Asii a Austrálii. Všechny 3 druhy jsou charakteristické kapradiny mangrovových porostů. Rostou na bahnitých zasolených půdách, pouze druh A. danaeifolium roste i ve vnitrozemí, na nezasolených bahniskách v nadmořských výškách do 50 metrů.

## Taxonomie
Rod Acrostichum je řazen v rámci čeledi Pteridaceae do podčeledi Ceratopteridoideae. Nejblíže příbuzným rodem je rod vodních kapradin obšírák (Ceratopteris).

## Zástupci
- prašnatec zlatý (Acrostichum aureum)